# Prackovice nad Labem (stacja kolejowa)
Prackovice nad Labem – stacja kolejowa w miejscowości Prackovice nad Labem, w kraju usteckim, w Czechach. Położony jest na magistrali Praga – Děčín. Znajduje się na wysokości 150 m n.p.m..
Jest zarządzana przez Správę železnic. Na stacji nie ma możliwości zakupu biletów, a obsługa podróżnych odbywa się w pociągu.

## Linie kolejowe
- 090 Kralupy nad Vltavou - Ústí nad Labem - Děčín